# The Damned Things
The Damned Things ist eine Hard-Rock-/Heavy-Metal-Band aus New York. Die im Jahre 2009 gegründete Band setzt sich aus Mitgliedern der Bands Alkaline Trio, Anthrax, Every Time I Die und Fall Out Boy zusammen und wird als Supergroup bezeichnet. The Damned Things stehen bei Nuclear Blast unter Vertrag und haben bislang zwei Studioalben veröffentlicht. Der Bandname stammt aus dem Text des Liedes Black Betty von der Gruppe Ram Jam.

## Geschichte
Im Jahre 2006 lernten sich die Gitarristen Scott Ian (Anthrax) und Joe Trohman (Fall Out Boy) kennen. Nach einer gemeinsamen Jamsession begannen die Musiker, gemeinsam Lieder zu schreiben. In den folgenden Jahren wurde die Bandbesetzung um den Sänger Keith Buckley (Every Time I Die), den Schlagzeuger Andy Hurley und den Gitarristen Rob Caggiano (Anthrax) ergänzt. Gegen Ende 2009 hatten die Musiker genügend Material geschrieben und beschlossen, ein Album aufzunehmen. Am 1. Juni 2010 spielte die Band ihr erstes Konzert in New York. Josh Newton von der Band Everytime I Die übernahm den noch vakanten Posten des Bassisten.
Es folgten Konzerte in Europa und Auftritte beim Download-Festival, Rock am Ring und Copenhell. Danach kehrte die Band in die USA zurück und nahm ihr Debütalbum Ironiclast auf. Das von Rob Caggiano und Joe Trohman produzierte Album erschien am 14. Dezember 2010 in Nordamerika über Island Records. In der ersten Verkaufswoche wurden in den USA 6.200 Alben verkauft. Das Album erreichte Platz eins der Heatseekers Charts, bei der Künstler berücksichtigt werden, die noch nie mit einem Album unter den ersten Hundert der US-amerikanischen Albumcharts platziert waren.
Im Jahre 2011 spielten The Damned Things im Frühjahr eine Nordamerikatournee im Vorprogramm von Volbeat, bevor die Band im Sommer bei den Festivals Download, dem Hellfest, Graspop Metal Meeting, dem Sonisphere und Rock on the Range auftrat. Ein Auftritt beim Soundwave Festival in Australien war geplant, jedoch wurde das Festival abgesagt. Im Oktober 2011 veröffentlichte die Band das unveröffentlichte Lied Trophy Widow für den Soundtrack des Videospiels Batman: Arkham City. Bei den Metal Hammer Golden Gods Awards 2011 wurden The Damned Things als beste neue Band ausgezeichnet. Auch bei den Revolver Golden Gods Awards erhielt die Band eine Nominierung als beste neue Band, der Preis ging jedoch an die Black Veil Brides.
In den folgenden Jahren wurde es ruhig um die Band. Rob Caggiano schloss sich  Volbeat an und verließ ebenso wie Josh Newton The Damned Things. Im Dezember 2016 verkündete Schlagzeuger Andy Hurley, dass die Band fünf Lieder für eine EP aufgenommen hat. Aus der EP wurde im Laufe der Zeit das zweite Studioalbum High Crimes, das von Jay Ruston produziert wurde und am 26. April 2019 über Nuclear Blast erschien. Den Posten des Bassisten übernahm Dan Andriano von der Band Alkaline Trio. Für Mai 2019 ist eine US-Tournee mit den Vorbands Crobot und He Is Legend angekündigt.

## Stil
Die Musik von The Damned Things unterscheidet sich deutlich von der der drei Stammbands. Während Anthrax Thrash Metal spielen handelt es sich bei Every Time I Die um eine Metalcore-Band und bei Fall Out Boy um eine Alternative-Rock-Band. Als sich Scott Ian und Joe Trohman kennenlernten, sprachen die Musiker viel von ihrer Liebe zu Bands wie Thin Lizzy und Black Sabbath. Weitere Einflüsse beziehen die Musiker aus dem Hard und Classic Rock. Die meisten Lieder der Band wurden von Rob Caggiano und Joe Trohman geschrieben, die in ihren Stammbands nur selten oder gar nicht an den Kompositionen beteiligt sind. Nach dem Ausstieg von Rob Caggiano schrieb Joe Trohman den Großteil der Lieder. Bei den zweiten Studioalbum High Crimes traten Grunge-Einflüsse stärker in den Vordergrund. Laut Sänger Keith Buckley „sollten die Leute hören, dass die Musiker mit Bands wie Nirvana und Soundgarden groß geworden wären“.

## Diskografie

### Alben
- 2010: Ironiclast
- 2019: High Crimes

### Singles
- 2010: We’ve Got a Situation Here
- 2011: Friday Night (Going Down in Flames)

## Auszeichnungen
| Jahr | Preis                           | Kategorie       | für               | Resultat  |
| ---- | ------------------------------- | --------------- | ----------------- | --------- |
| 2011 | Metal Hammer Golden Gods Awards | Best New Artist | The Damned Things | Gewonnen  |
| 2011 | Revolver Music Awards           | Best New Band   | The Damned Things | Nominiert |